# جيم كارلتون (لاعب كرة قاعدة)
جيم كارلتون (بالإنجليزية: Jim Carleton)‏ هو لاعب كرة قاعدة أمريكي، ولد في 20 أغسطس 1848 في كلينتون في الولايات المتحدة، وتوفي في 25 أبريل 1910 في ديترويت في الولايات المتحدة.

## وصلات خارجية
- جيم كارلتون على موقعبيزبول رفرنس.كوم (الدوري الرئيسي) (الإنجليزية)